# 新寶院線
新寶院線（英語：Newport Circuit）是香港的其中一個電影院線，旗下只有1家戲院，3個銀幕。院線於1988年創立，以抗衡當時主宰香港電影業三大院線（嘉禾院線、金公主、德寶）。至今，院線仍然保持全年無間斷上映香港電影，並採用韓國Master Image立體支援器，播放高質素3D立體電影。截至2025年8月，其院線在香港的市場佔有率為2%。

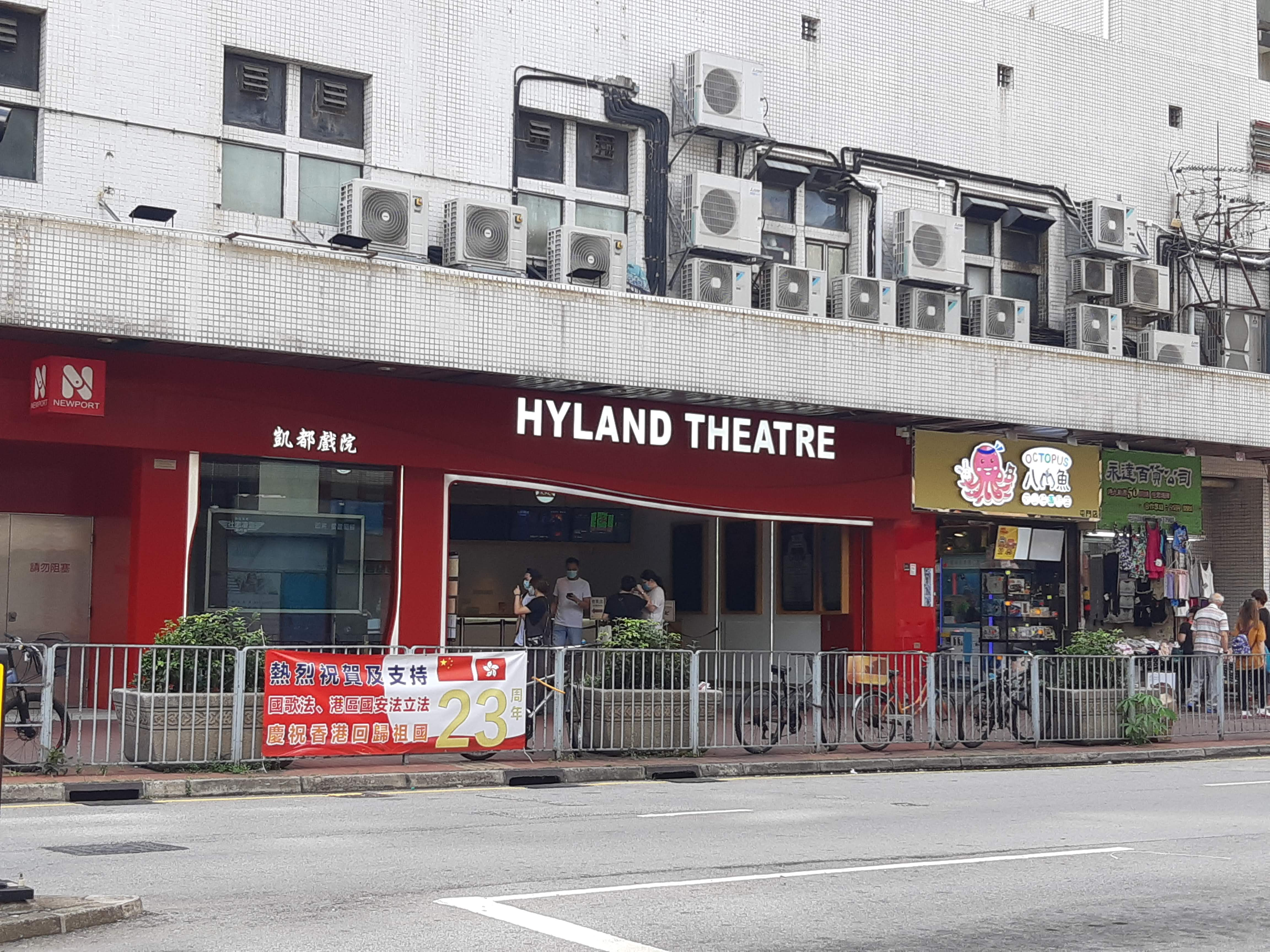
屯門雅都花園凱都戲院

## 歷史
2014年12月，新寶院線更新網站，提供網上訂票服務（豪華戲院除外）。
2024年7月，經香港傳媒的報導，以及香港影業協會、香港戲院商會的公告，新寶院線創辦人之一陳榮美確認離世，並7月19日舉行喪禮。

## 旗下影院
截至2025年8月，在香港只有1間戲院，共3個影廳712個座位。
- 凱都戲院[4]（屯門雅都花園，3間影院共712個座位）

## 已結業或已轉讓影院

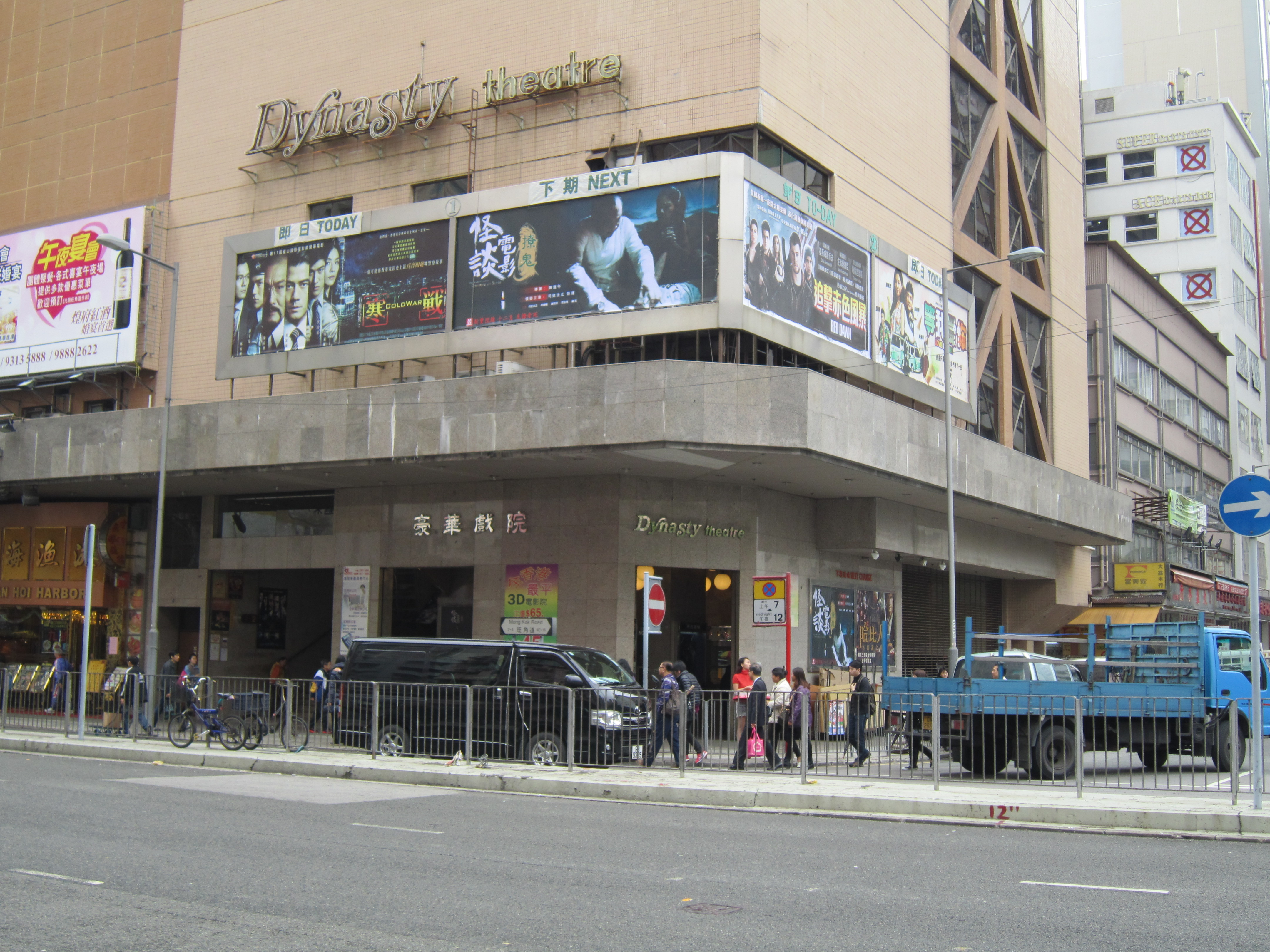
新寶院線旗下的豪華戲院（已結業）

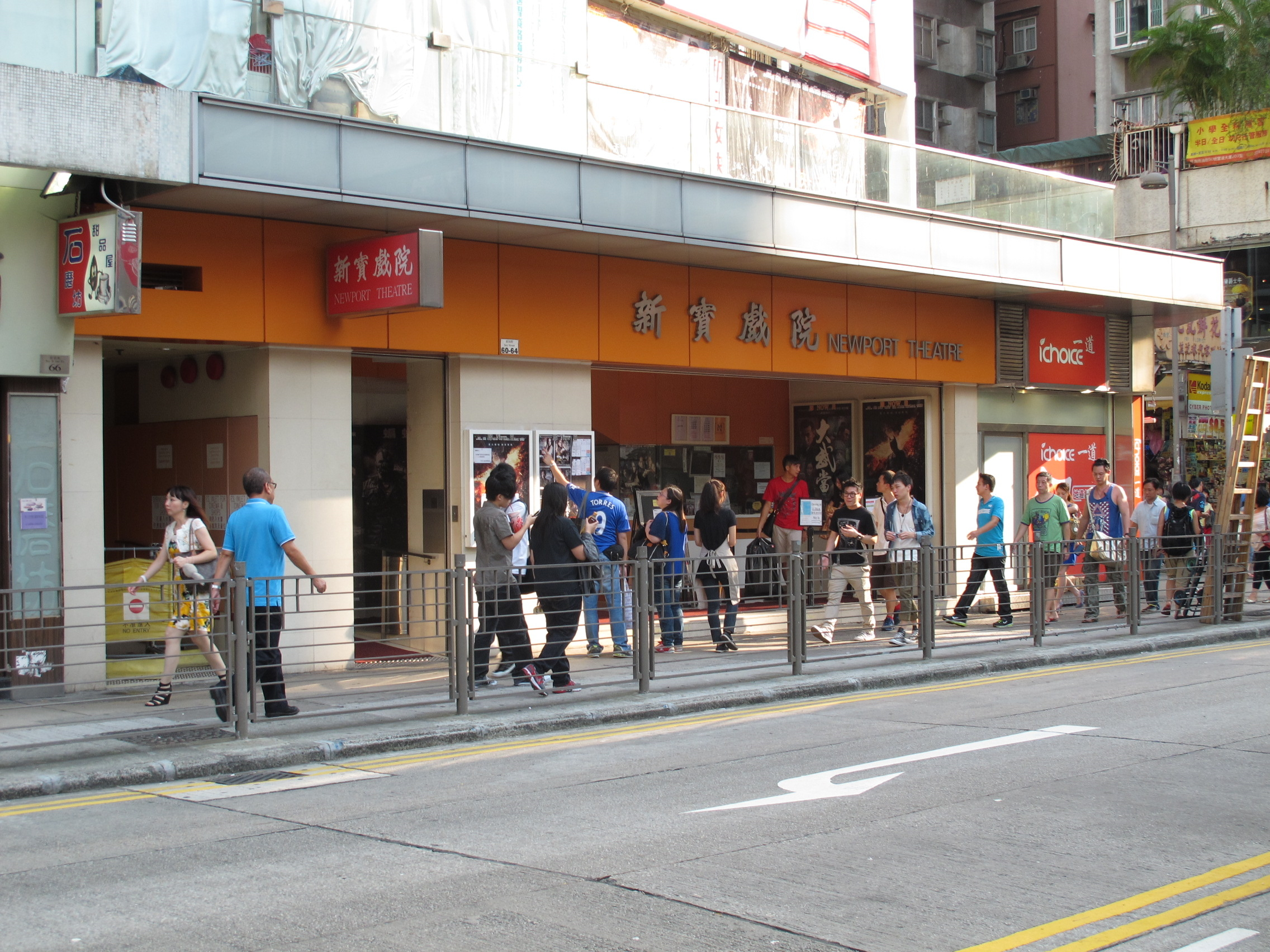
旺角豉油街新寶戲院（已結業）

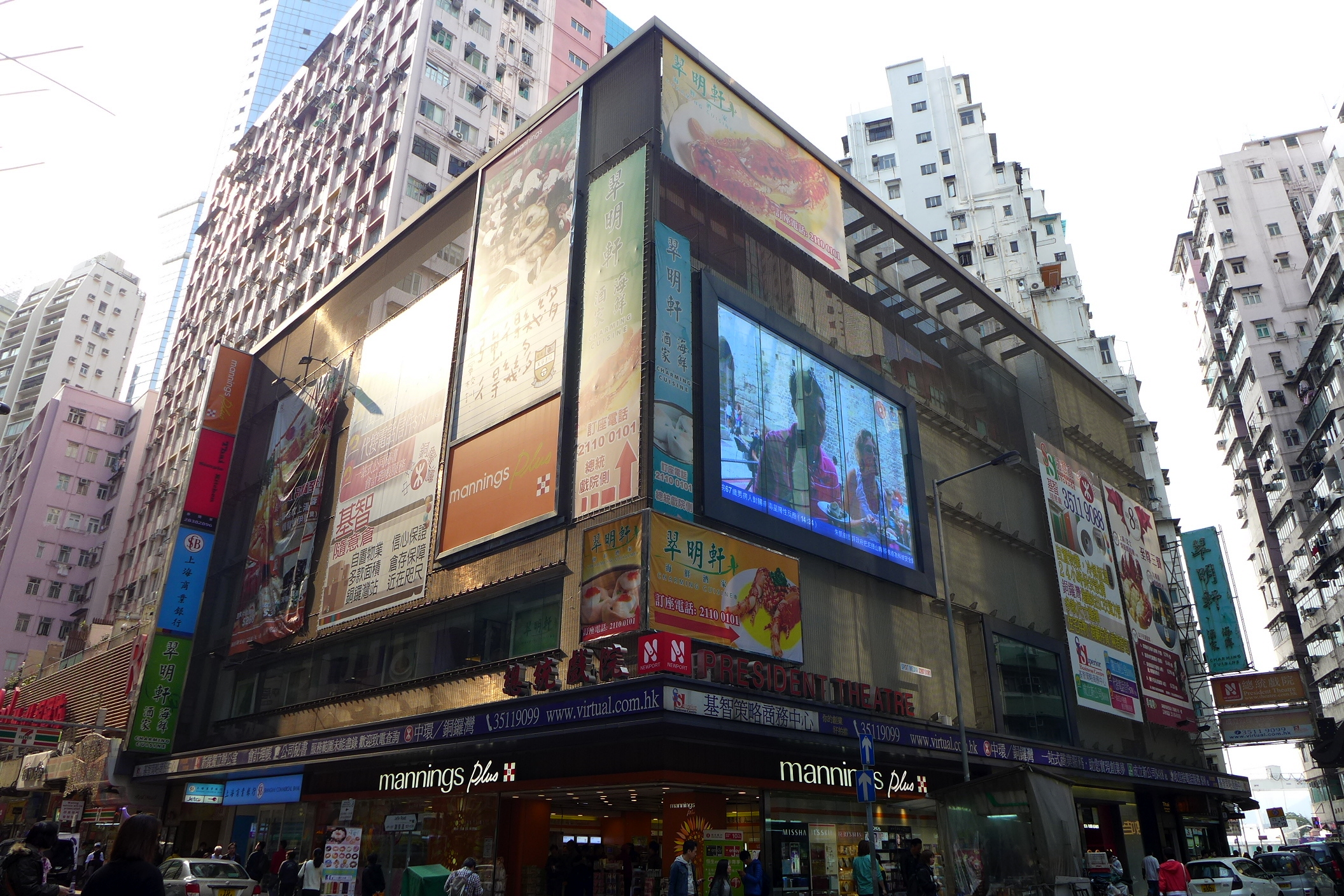
銅鑼灣謝斐道總統戲院（已結業）

- 豪華戲院（旺角旺角道，2間影院共1920個座位。1991年開業，2019年11月29日突然結業，將重建成商廈。）
- 總統戲院 [5]（銅鑼灣謝斐道，2間影院共428個座位，於2024年4月30日結業）
- 寶石戲院（紅磡寶其利街，1990年代收購業權，至2010年轉售予CJ集團）
- 新寶戲院（旺角豉油街，原址為金聲戲院，2間影院共406個座位，於2025年4月1日結業）[6]

## 外部連結
- 新寶院線 （页面存档备份，存于）